# Celles (Hérault)
Pour les articles homonymes, voir Celles.
Pour les articles ayant des titres homophones, voir Celle, Selle et Selles.
Celles (en occitan Cèlas) est une commune française située dans le centre du département de l'Hérault, en région Occitanie.
Exposée à un climat méditerranéen, elle est drainée par la Lergue, le Salagou et par divers autres petits cours d'eau. La commune possède un patrimoine naturel remarquable : un site Natura 2000 (« le Salagou ») et quatre zones naturelles d'intérêt écologique, faunistique et floristique. 

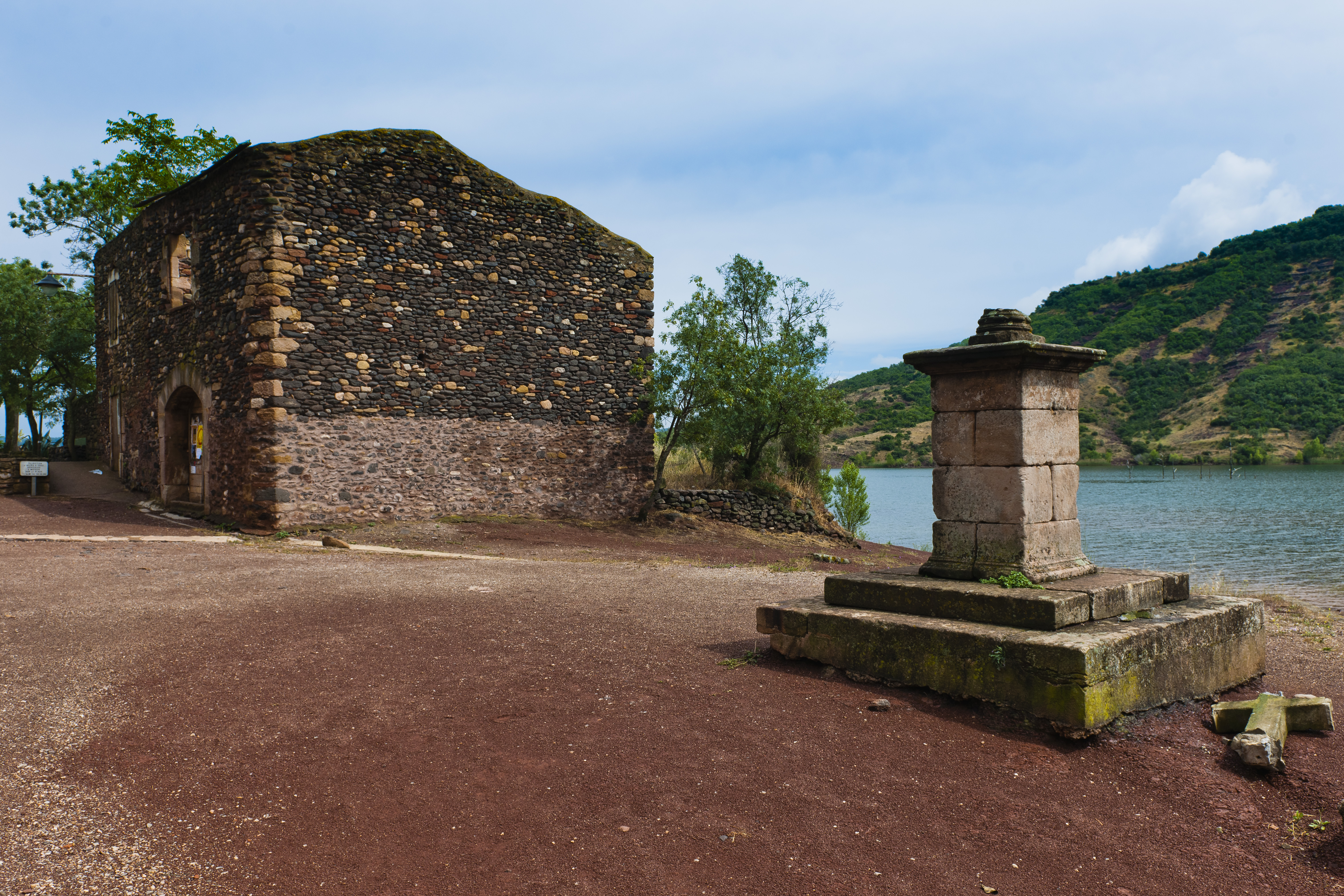

## Géographie

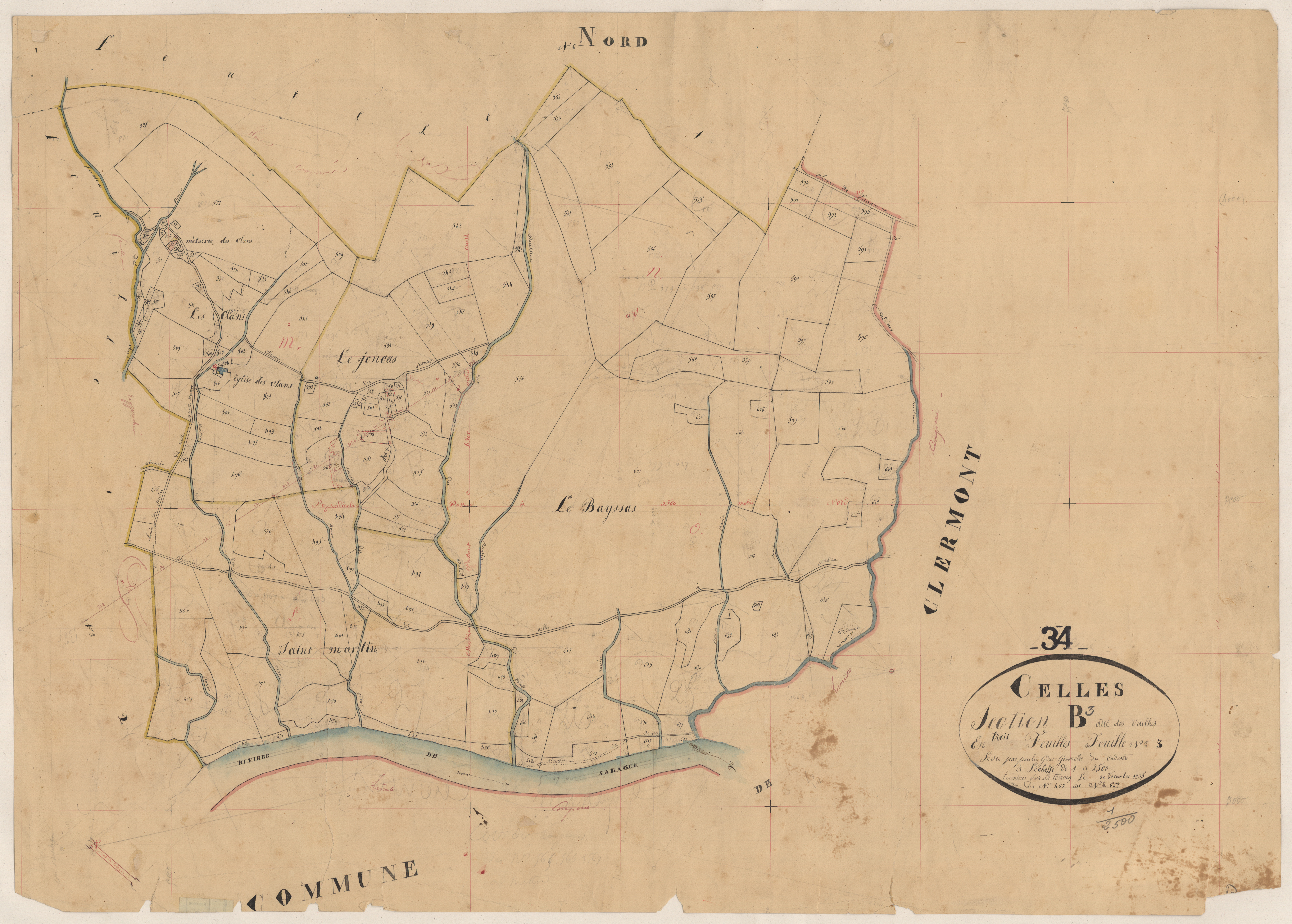
Plan cadastral de la section des Vailhès (1835).

Cette commune se trouve au nord du lac du Salagou, barrage artificiel érigé et mis en eau en 1967. Le village ruiné, fait actuellement l'objet d'une réflexion pour y développer un projet de réhabilitation (habitat et accueil de petites entreprises), fruit d'une étroite coopération entre la municipalité et le conseil général de l'Hérault. Le paysage est remarquable. Il associe la ruffe (terre rougeâtre) et les eaux tantôt bleues, tantôt grises du lac.
Celles est une commune rurale qui compte 25 habitants en 2022, après avoir connu un pic de population de 120 habitants en 1846.  Ses habitants sont appelés les Cellois et Celloises.

### Communes limitrophes
|       | Le Puech           |         |
| Octon | Celles             | Le Bosc |
|       | Clermont-l'Hérault |         |

### Climat
Pour des articles plus généraux, voir Climat de l'Occitanie et Climat de l'Hérault.
En 2010, le climat de la commune est de type climat méditerranéen franc, selon une étude s'appuyant sur une série de données couvrant la période 1971-2000. En 2020, Météo-France publie une typologie des climats de la France métropolitaine dans laquelle la commune est exposée à un climat méditerranéen et est dans la région climatique  Provence, Languedoc-Roussillon, caractérisée par une pluviométrie faible en été, un très bon ensoleillement (2 600 h/an), un été chaud (21,5 °C), un air très sec en été, sec en toutes saisons, des vents forts (fréquence de 40 à 50 % de vents > 5 m/s) et peu de brouillards.
Pour la période 1971-2000, la température annuelle moyenne est de 14,1 °C, avec une amplitude thermique annuelle de 16,1 °C. Le cumul annuel moyen de précipitations est de 852 mm, avec 7,3 jours de précipitations en janvier et 2,7 jours en juillet. Pour la période 1991-2020, la température moyenne annuelle observée sur la station météorologique la plus proche, située sur la commune de Soumont à 8 km à vol d'oiseau, est de 15,0 °C et le cumul annuel moyen de précipitations est de 968,5 mm,. Pour l'avenir, les paramètres climatiques de la commune estimés pour 2050 selon différents scénarios d'émission de gaz à effet de serre sont consultables sur un site dédié publié par Météo-France en novembre 2022.

### Le maillage administratif
Ce projet de réhabilitation est un projet communal à l'initiative de la municipalité de Celles. Si les limites géographiques de la commune peuvent lui donner une forme particulière, c’est que la création du lac a coupé la route qui reliait directement les deux principaux villages de la commune, Celles et le hameau des Vailhés. À ces deux villages s'ajoutent les Mas de Riri et le hameau de Font Rives. La commune est elle-même intégrée à la communauté de communes du Lodévois et Larzac depuis 2009.
La commune est également intégrée dans une autre entité territoriale, Le Pays Cœur d’Hérault, créée en 2005 et constituée des communautés de communes du Lodévois et Larzac, du Clermontais et de la vallée de l’Hérault. Ce syndicat mixte de développement local (Sydel) est responsable de l'établissement du Scot (schéma de cohérence territoriale) qui devrait aboutir en 2022. La commune de Celles va notamment interagir avec eux pour ce qui est de l’obtention de fonds européens.
Le conseil général de l’Hérault, ancien propriétaire foncier sur le village jusqu’en 2010, et encore aujourd’hui principal propriétaire sur les pourtours du lac, est un des principaux financeurs sur le projet. La région Occitanie, anciennement Languedoc-Roussillon et Midi-Pyrénées, a pour compétence le développement économique et social du territoire. Elle œuvre aussi au rayonnement touristique du territoire en France et à l’étranger.

### Milieux naturels et biodiversité

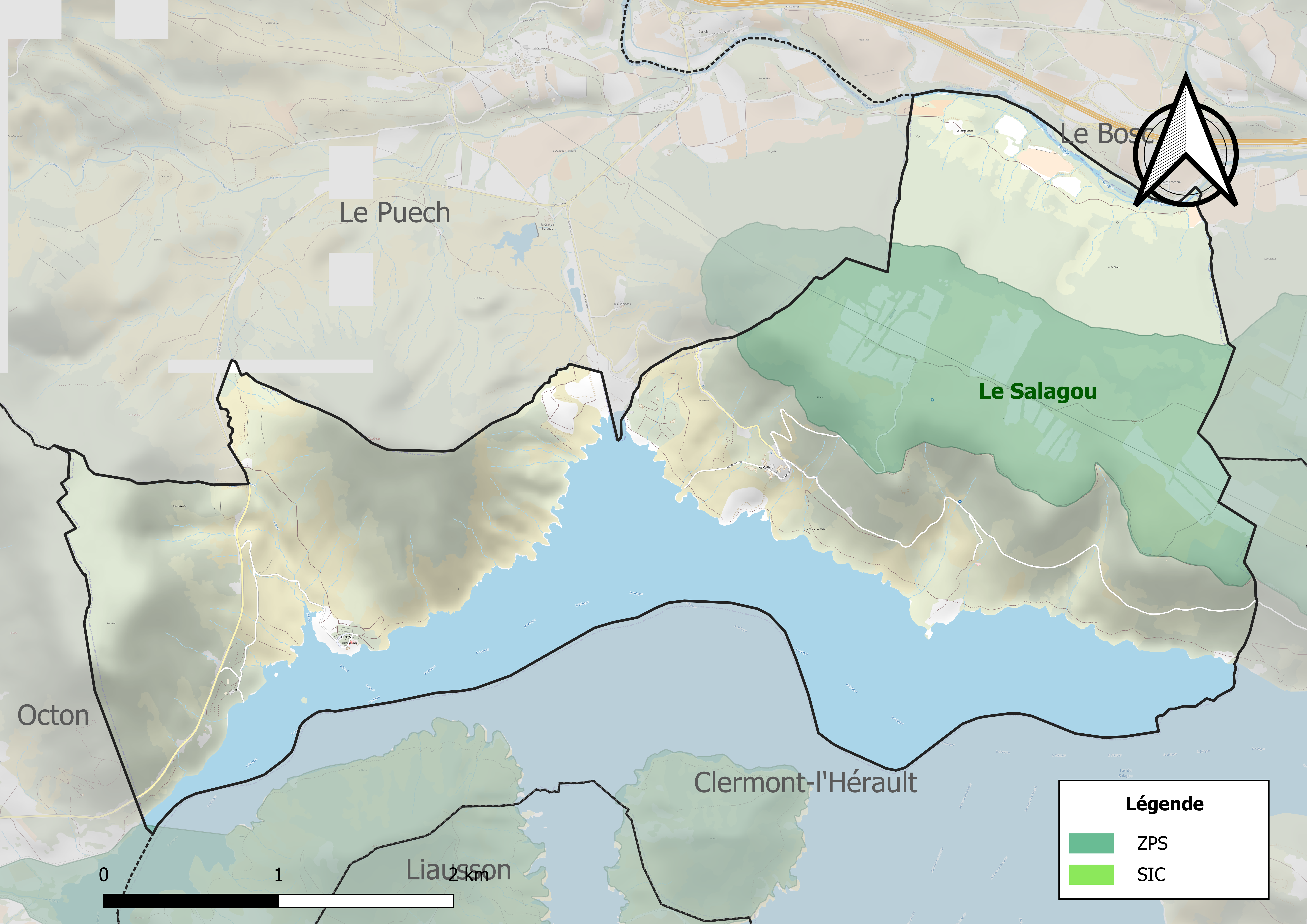
Sites Natura 2000 sur le territoire communal.

#### Réseau Natura 2000: site du Salagou
Le réseau Natura 2000 est un réseau écologique européen de sites naturels d'intérêt écologique élaboré à partir des directives habitats et oiseaux, constitué de zones spéciales de conservation (ZSC) et de zones de protection spéciale (ZPS).
Un site Natura 2000 a été défini sur la commune au titre  de la directive oiseaux : le « Salagou », effectuant la transition entre la plaine languedocienne et les premiers contreforts de la montagne Noire et du Larzac. Outre l'aigle de Bonelli, trois autres espèces d'oiseaux ont également été prises en compte dans la délimitation de la ZPS, l'Outarde canepetière, le Blongios nain et le Busard cendré, d'une superficie de 12 794 ha, effectuant la transition entre la plaine languedocienne et les premiers contreforts de la montagne Noire et du Larzac. Outre l'aigle de Bonelli, trois autres espèces d'oiseaux ont également été prises en compte dans la délimitation de la ZPS, l'Outarde canepetière, le Blongios nain et le Busard cendré.
Ce site classé est réparti sur 14 communes s'étendant sur les communautés de communes du Lodévois et Larzac, du Grand Orb et du Clermontais. Il est géré par le syndicat mixte de gestion basé à Clermont l’Hérault. Ce syndicat va principalement œuvrer dans la gestion de la fréquentation touristique et l’animation du territoire à des fins de préservation du paysage classé pour sa géologie remarquable. Actuellement il est sur une démarche qui devrait aboutir à l'obtention du label grand site de France. Une démarche sur laquelle la réhabilitation du village de Celles est un axe important pour plusieurs raisons:
- Celles est la seule commune directement sur les rives du lac du Salagou, dont le département était propriétaire jusqu’en 2010.
- La commune est intégralement sur le site classé
- La réhabilitation du lieu doit rester en harmonie avec le paysage du site classé.

#### Zones naturelles d'intérêt écologique, faunistique et floristique
L’inventaire des zones naturelles d'intérêt écologique, faunistique et floristique (ZNIEFF) a pour objectif de réaliser une couverture des zones les plus intéressantes sur le plan écologique, essentiellement dans la perspective d’améliorer la connaissance du patrimoine naturel national et de fournir aux différents décideurs un outil d’aide à la prise en compte de l’environnement dans l’aménagement du territoire.
Deux ZNIEFF de type 1 sont recensées sur la commune :
les « plateaux de l'Auverne et du puech Rouch » (800 ha), couvrant 5 communes du département et 
la « vallée de la Lergue » (225 ha), couvrant 8 communes du département
et deux ZNIEFF de type 2, : 
- le « bassin du Salagou » (8 089 ha), couvrant 12 communes du département[17] ;
- le « cours moyen de l'Hérault et de la Lergue » (976 ha), couvrant 22 communes du département[18].

Carte des ZNIEFF de type 1 et 2 à Celles.
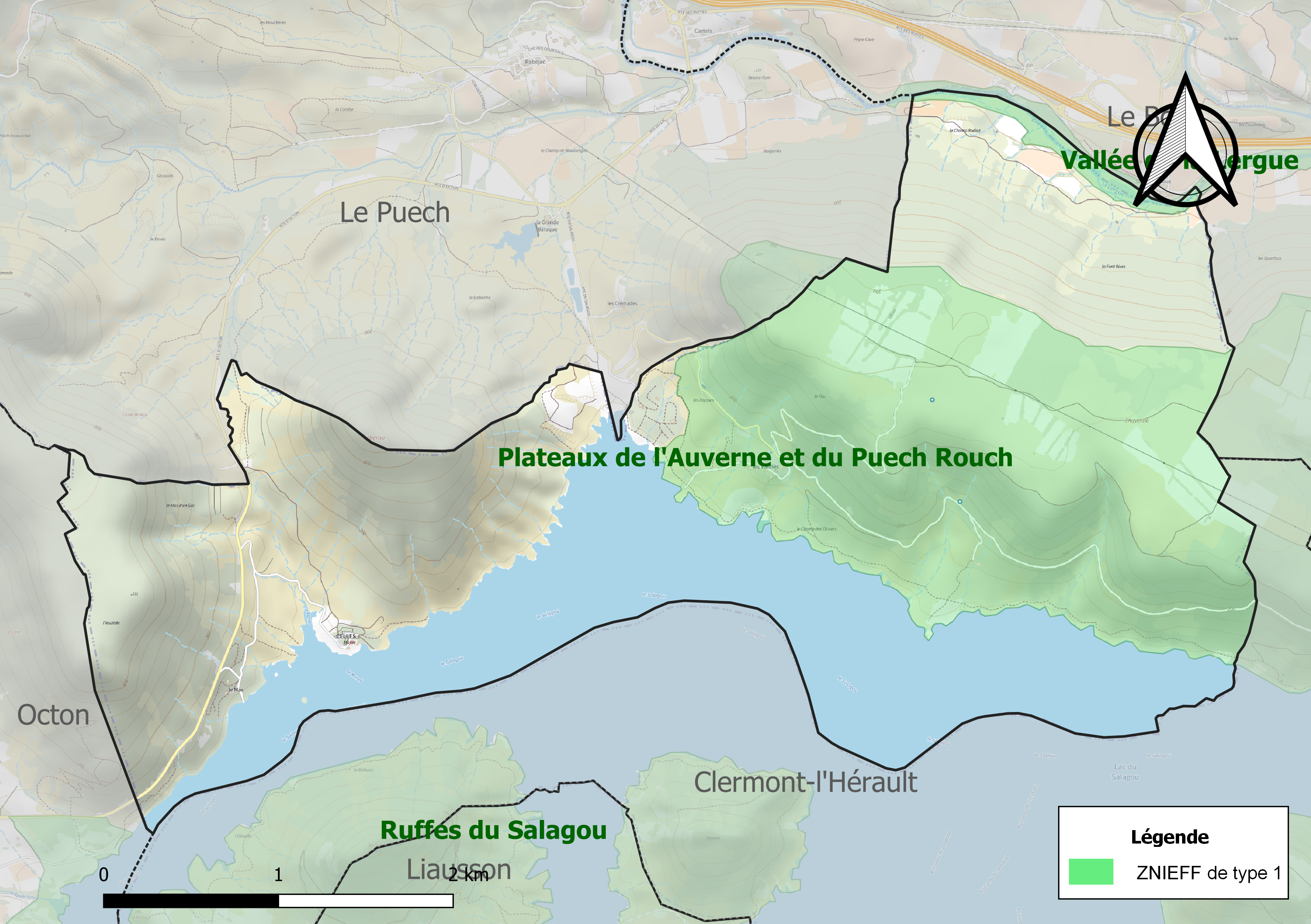
Carte des ZNIEFF de type 1 sur la commune.
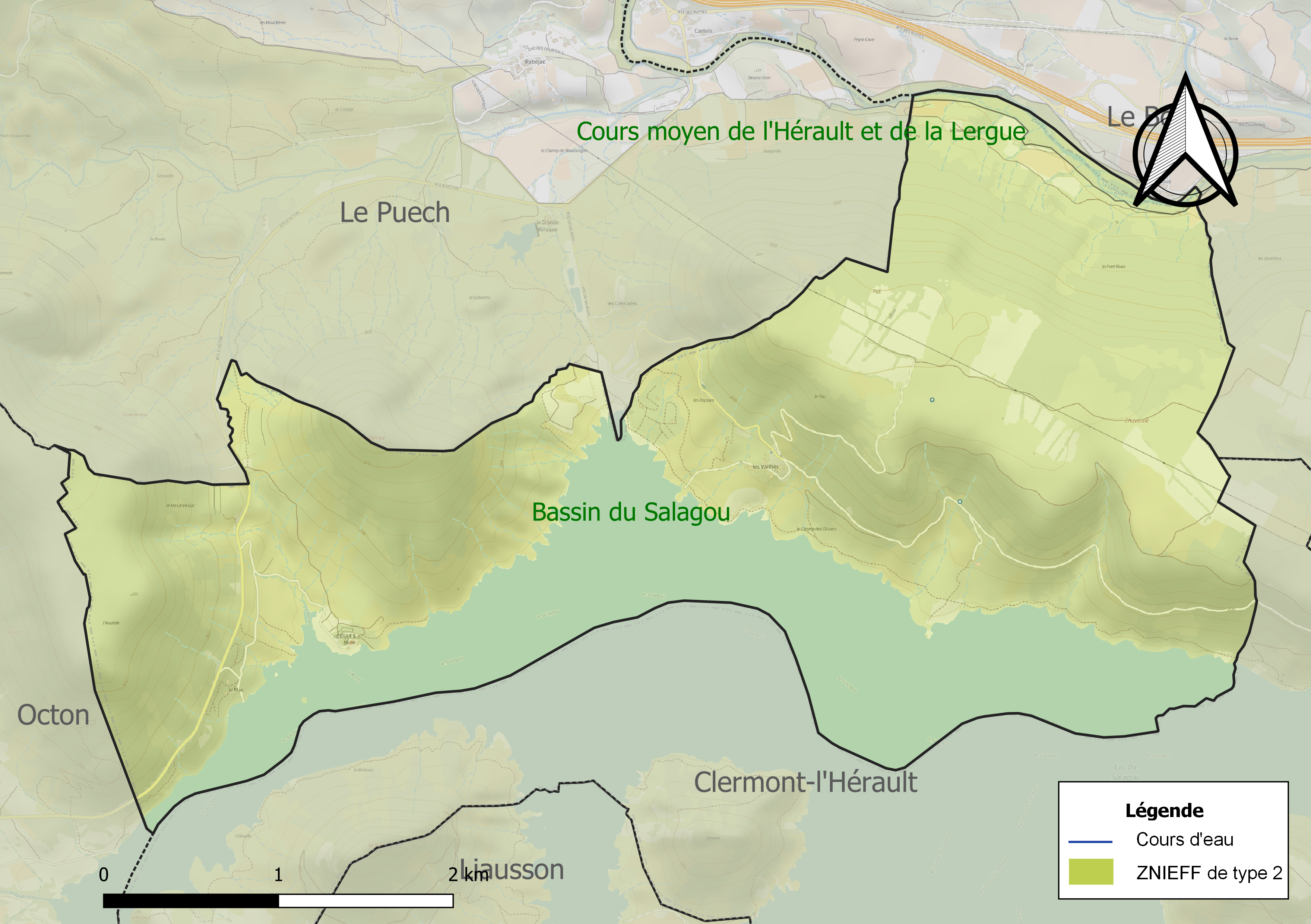
Carte des ZNIEFF de type 2 sur la commune.

## Urbanisme

### Typologie
Au 1er janvier 2024, Celles est catégorisée commune rurale à habitat très dispersé, selon la nouvelle grille communale de densité à sept niveaux définie par l'Insee en 2022.
Elle est située hors unité urbaine et hors attraction des villes,.

### Occupation des sols
L'occupation des sols de la commune, telle qu'elle ressort de la base de données européenne d’occupation biophysique des sols Corine Land Cover (CLC), est marquée par l'importance des forêts et milieux semi-naturels (55 % en 2018), une proportion identique à celle de 1990 (55 %). La répartition détaillée en 2018 est la suivante : 
milieux à végétation arbustive et/ou herbacée (36,5 %), eaux continentales (26,3 %), forêts (18,5 %), prairies (13,6 %), zones agricoles hétérogènes (4,8 %), cultures permanentes (0,3 %). L'évolution de l’occupation des sols de la commune et de ses infrastructures peut être observée sur les différentes représentations cartographiques du territoire : la carte de Cassini (XVIIIe siècle), la carte d'état-major (1820-1866) et les cartes ou photos aériennes de l'IGN pour la période actuelle (1950 à aujourd'hui).

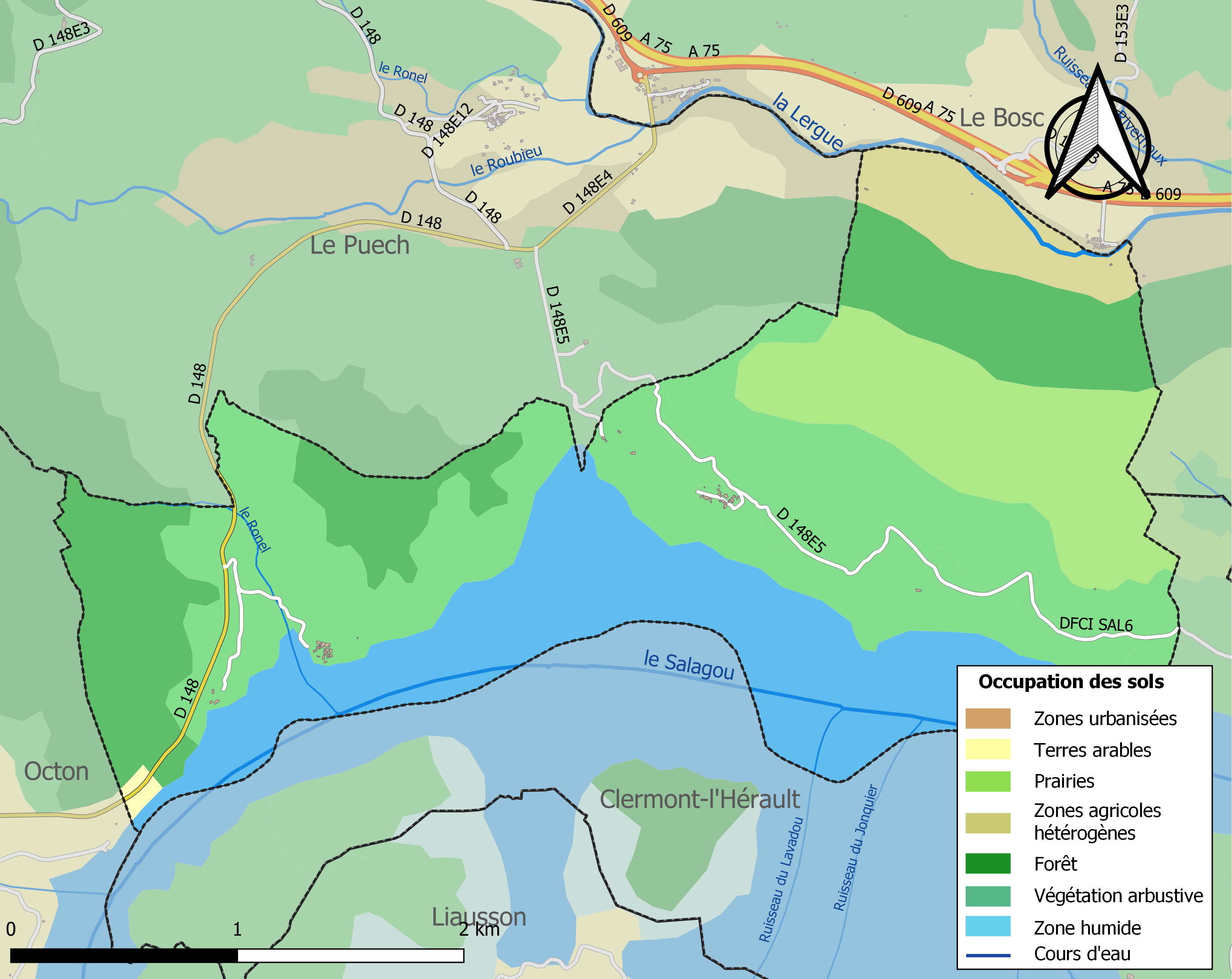
Carte des infrastructures et de l'occupation des sols de la commune en 2018 (CLC).

### Risques majeurs
Le territoire de la commune de Celles est vulnérable à différents aléas naturels : météorologiques (tempête, orage, neige, grand froid, canicule ou sécheresse), feux de forêts et séisme (sismicité très faible). Il est également exposé à un risque particulier : le risque de radon. Un site publié par le BRGM permet d'évaluer simplement et rapidement les risques d'un bien localisé soit par son adresse soit par le numéro de sa parcelle.

#### Risques naturels
Celles est exposée au risque de feu de forêt. Un plan départemental de protection des forêts contre les incendies (PDPFCI) a été approuvé en juin 2013 et court jusqu'en 2022, où il doit être renouvelé. Les mesures individuelles de prévention contre les incendies sont précisées par deux arrêtés préfectoraux et s’appliquent dans les zones exposées aux incendies de forêt et à moins de 200 mètres de celles-ci. L’arrêté du 25 avril 2002 réglemente l'emploi du feu en interdisant notamment d’apporter du feu, de fumer et de jeter des mégots de cigarette dans les espaces sensibles et sur les voies qui les traversent sous peine de sanctions. L'arrêté du 11 mars 2013 rend le débroussaillement obligatoire, incombant au propriétaire ou ayant droit,.

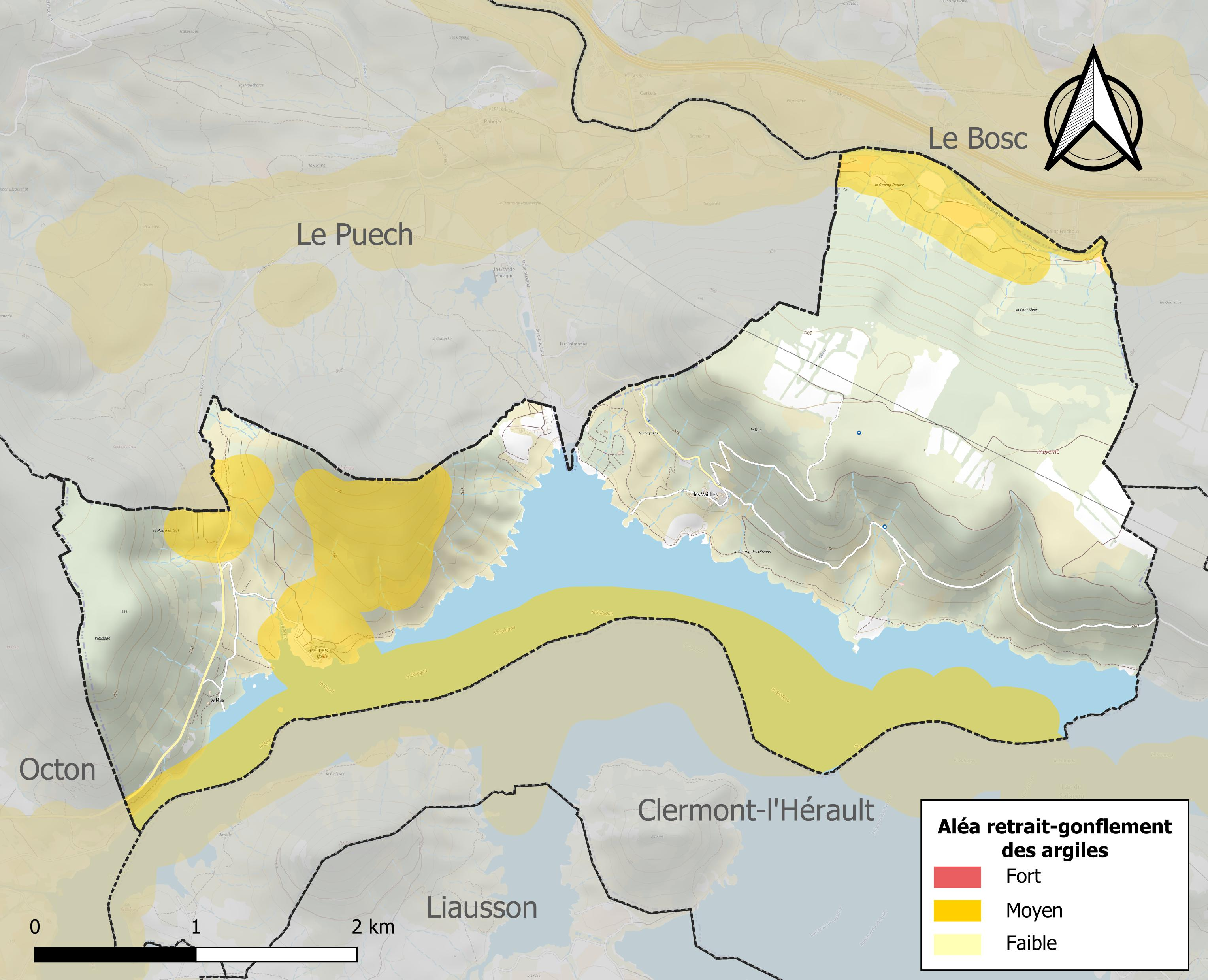
Carte des zones d'aléa retrait-gonflement des sols argileux de Celles.

Le retrait-gonflement des sols argileux est susceptible d'engendrer des dommages importants aux bâtiments en cas d’alternance de périodes de sécheresse et de pluie. 26,5 % de la superficie communale est en aléa moyen ou fort (59,3 % au niveau départemental et 48,5 % au niveau national). Sur les 15 bâtiments dénombrés sur la commune en 2019, 1 sont en aléa moyen ou fort, soit 7 %, à comparer aux 85 % au niveau départemental et 54 % au niveau national. Une cartographie de l'exposition du territoire national au retrait gonflement des sols argileux est disponible sur le site du BRGM,.
Par ailleurs, afin de mieux appréhender le risque d’affaissement de terrain, l'inventaire national des cavités souterraines permet de localiser celles situées sur la commune.
La commune a été reconnue en état de catastrophe naturelle au titre des dommages causés par les inondations et coulées de boue survenues en 1982 et 2015. 

#### Risque particulier
Dans plusieurs parties du territoire national, le radon, accumulé dans certains logements ou autres locaux, peut constituer une source significative d’exposition de la population aux rayonnements ionisants. Certaines communes du département sont concernées par le risque radon à un niveau plus ou moins élevé. Selon la classification de 2018, la commune de Celles est classée en zone 3, à savoir zone à potentiel radon significatif.

## Histoire

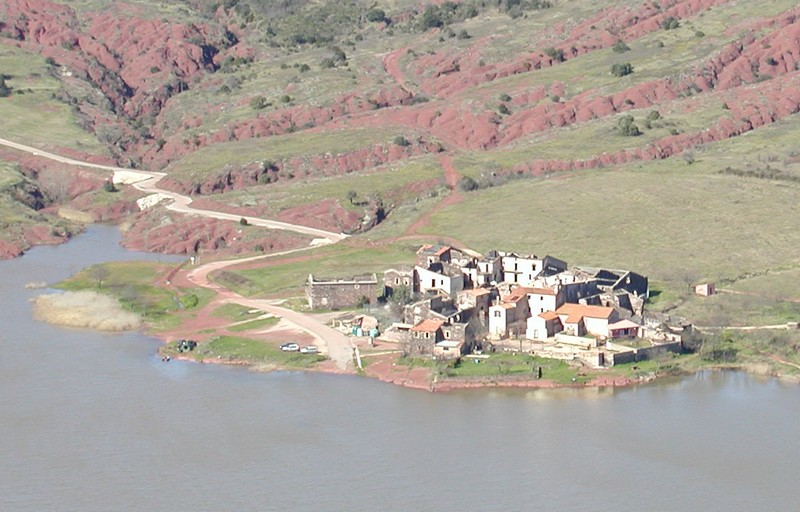
Village de Celles (Hérault).

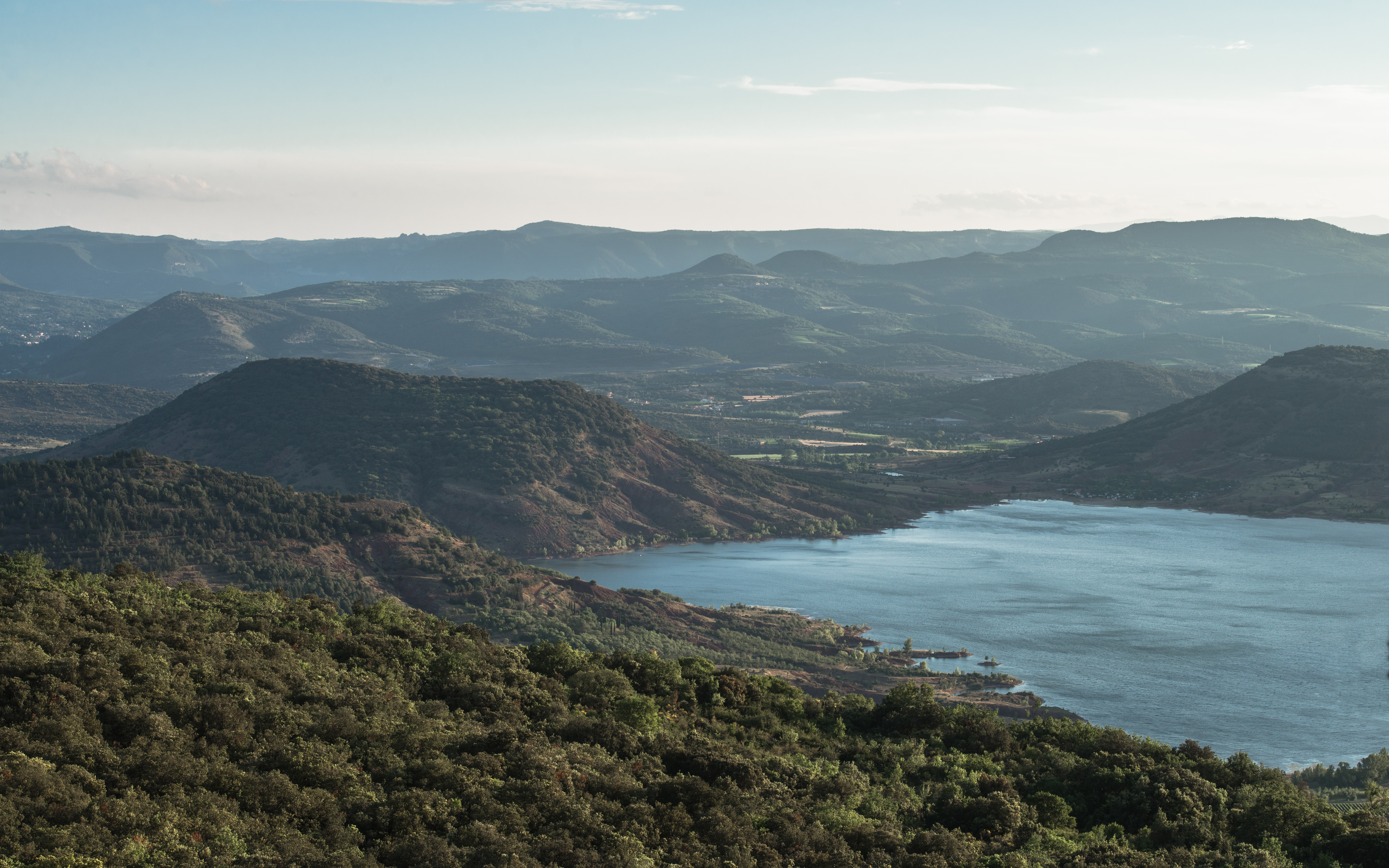
Une partie de la commune depuis le sud.

### La mise en eau du Salagou
Le village a été exproprié lors de la mise en eau du barrage du Salagou, à la fin des années 1960. L'ensemble des habitations a été acquis par le département de l'Hérault. À l'époque, il était prévu de réaliser le plan d'eau en deux étapes, d'abord à la cote 139, puis ultérieurement à la cote 150. Celles étant à 144 m d'altitude en moyenne aurait donc dû être submergée, d'où son maintien à l'état de ruines pendant longtemps.

### Un lieu de tournage
En 1985, le hameau de Celles sert de cadre pour le tournage du film Zone rouge de Robert Enrico, avec Sabine Azéma et Richard Anconina dans les rôles principaux. C'est de ce tournage que date « l'effet incendie », visible sur les murs des maisons du village : dans le film, les autorités mettent sournoisement le feu au village afin d'effacer toutes traces de l'accident polluant. Les maisons ont donc été maquillées pour les besoins du scénario. En revanche, les services du département ont profité de l'occasion pour dynamiter une partie du hameau des Vailhés, dépendant de la commune et ayant subi le même sort, dont certaines maisons étaient devenues dangereuses du fait de leur état de dégradation. On voit dans le film des engins déblayer les ruines, qui sont celles des Vailhés, et non de Celles.
Plus tôt, dans les années 1970, le hameau de Celles a également servi par deux fois de décor pour le cinéma. D'abord en 1973, pour la scène de pique-nique en famille du film Deux hommes dans la ville, de José Giovanni, avec Jean Gabin et Alain Delon. 
En 1976, c'est Bertrand Blier qui choisira ce site pour y tourner son film Calmos, où l'on voit Jean Rochefort et Jean-Pierre Marielle aux prises avec une milice de femmes cherchant à les capturer.   

### La reconnaissance du statut communal
Entre 1985 et 1988 une première étape vers la réhabilitation est réalisée. L’église et la mairie sont réhabilitées, ce qui confirme l’intention de revitaliser la commune. Une commune qui à cette même période voit son statut menacé par un projet de rattachement administratif à la commune du Puech ou d’Octon. Est créée alors l’association « Sauvons Celles », qui obtient satisfaction face au conseil d’État en 1990 en permettant à Celles de conserver son statut de commune notamment par le renouveau d’une vie communautaire à Celles à l’image de la population des Vailhés ou du Mas de Riri. La place Henri Goudal en face de la mairie est réaménagée en 1992.
En 1990, le conseil municipal, espérant faire « bouger » le département pour revitaliser le village, a mis en demeure le conseil général, propriétaire des ruines, de les sécuriser au titre de la sécurité publique. Le résultat escompté - la remise en état des maisons - a en fait débouché sur une action de cristallisation du village, avec bétonnage des crêtes et pose de grillages autour des maisons.
Ce n'est qu'en 1996 que le département a pris la décision officielle de maintenir définitivement la cote 139. Ce qui permet à la commune d'envisager un projet de réhabilitation sur le long terme.

### Un projet de réhabilitation qui se concrétise
Des premières études de faisabilité, du projet de réhabilitation sont établies en 2003-2005 à l’initiative du conseil général, qui à ces dates est toujours propriétaire foncier du village.
En 2009, adhésion de la commune de Celles à la fusion des Communautés de Communes du Lodévois et du Larzac. De premières discussions ont lieu sur un plan local d’urbanisme (PLU).
En 2010, la propriété foncière du village est rétrocédée à la commune, ce qui lui permet d'entamer une réflexion sur les futures modalités d’habitation sur le village.
Le 6 août 2012 : prescription du PLU de Celles par le conseil municipal. Débute une phase de concertation jusqu’ à l’arrêté du PLU en 2019, actuellement dans une démarche de modification jusqu'à son approbation par le comité instructeur (DDTM).
En 2015, Le projet entre dans une réelle phase de professionnalisation, avec le suivi de la direction départementale des territoires et de la mer (DDTM) via sa Nouvelle instance de Conseil aux Territoires (la NCT). Cette nouvelle instance ayant choisi le projet de réhabilitation du village de Celles en projet pilote par sa dimension novatrice, va coordonner les différents acteurs sur le suivi du projet.
- La Direction régionale de l'Environnement, de l'Aménagement et du Logement (DREAL) via l’inspecteur des sites qui assure l’instruction des Commissions départementales de la nature et des sites (CNDPS) pour les demandes de permis de construire notamment pour l’installation des futurs habitants de Celles.
- L’Architecte des Bâtiments de France (ABF) qui, pour le compte de l’Unité départementale de l’architecture et du patrimoine (UDAP) émet un avis envers l'inspecteur des sites.
- Le Conseil d’architecture, d’urbanisme et de l’environnement (CAUE) qui accompagne le projet par son architecte conseil.

Tous ces acteurs accompagnent le projet depuis ses premières études de faisabilité en 2005. Cela induit la création des premiers comités de pilotage du projet. Dans cette phase de professionnalisation, en parallèle du suivi de la NCT, est créé en 2016 le premier poste permanent à la mairie chargé à la réhabilitation du projet. Cette professionnalisation va permettre une concrétisation du projet sur le plan technique.
En 2017, la commune lance un premier appel à manifestation d’intérêt afin de présélectionner les potentiels porteurs de projets et futurs habitants du village.
Il aboutit en 2019 à la signature des premiers prêts à usage de logements à réhabiliter, soit 50 ans après l'expropriation des familles. Pour fêter cet événement est organisé la même année le festival « À Celles ouvert ».
L’année suivante est consacrée à la viabilisation du village.

### Assainissement et viabilisation
Dans cette même intention écologique, la viabilisation du village en 2020 a opté pour un système d’assainissement collectif qui se fonde dans le paysage et soit respectueux de l’environnement. À cet effet, une station phyto-épuration a été mise en place à laquelle s’ajoute un champ de rétention pour assurer l’épuration des eaux usées et éviter tout rejet dans le lac.
L’assainissement et l’alimentation en eau potable, à la compétence de la communauté de communes du Lodévois et Larzac est assuré depuis le 1er janvier 2021 par le syndicat intercommunal eaux du Lodévois et Larzac (SIELL). La canalisation provenant du hameau des Vailhés passe ainsi, en immersion dans le lac du Salagou, et vient alimenter le village de Celles puis le mas de Riri.
Cette viabilisation du village ouvre la voie à la réhabilitation des logements avec le dépôt des premiers permis de construire en 2020.

## Projet de réhabilitation du village

### Plan d’aménagement
L’aménagement du village est envisagé en deux zones principales. Une partie Nord consacrée aux habitations et aux activités économiques et une partie Sud, en front de lac, consacrée à l’accueil des visiteurs. On peut délimiter cette zone par les différents bâtiments publics.
Dans la zone Nord du village on peut distinguer le cœur habitant (place publique) ainsi que les différents types d’habitation:
- les 9 logements en prêts à usages (rouge)
- les deux bâtiments concentrant 5 à 6 logements sociaux (violet)
- La coopérative d’habitants (marron)

La seconde zone est pensée pour être une zone d’accueil, elle est ouverte sur de vastes espaces comme l’entrée du village, le cœur public ou le théâtre de verdure. Des espaces qui donnent directement sur le lac.
La zone Tampon devrait comprendre les différents bâtiments publics :
- les pôles de recherches
- l’atelier pour tous
- « la maison conviviale »
- la mairie
- la maison des entreprises

Le village devrait également être entièrement piéton.

### Modalités d’installation
Il existe trois modalités d’installations pour des futurs habitants de Celles, ces modalités permettent d’une part à la commune de se décharger de la réhabilitation des logements sur le village et d’une autre part au porteur de projet d’acquérir un logement à moindre coût toutefois limité par une durée d’usage.

#### Les logements sociaux
Deux bâtiments sont concernés pour environ 4 à 6 logements. Cette modalité d’installation permet de répondre à l’intention du projet de garantir la mixité sociale sur le village. Elle permet à des porteurs de projets de venir vivre à Celles bien qu’ils n’aient pas le capital pour réhabiliter un logement à leurs frais. La commune a choisi de passer par la foncière Chênelet pour la réhabilitation de ces logements. Cette société à l’origine spécialisée dans la réinsertion professionnelle a développé une filière de construction de logements sociaux en écoconstruction. Leur finalité est de soutenir une dynamique locale de développement économique, ce qui correspond tout à fait au projet de Celles, car chaque habitant doit venir avec une activité économique. Une fois les logements réhabilités, la gestion de ces logements reviendra à la mairie ainsi que la sélection des porteurs des projets.

#### La coopérative d’habitants
Par l’intermédiaire de la SCIC Hab FAB (basée à Montpellier), 1 logement collectif est prévu sous cette modalité. Cette SCIC est chargée de constituer un collectif de citoyens, qui confirmé par la commune se chargera ensuite de réhabiliter le logement. La SCIC accompagne cette coopérative d’habitants pour qu’il monte leur projet sur un principe d’habitat participatif. Ce principe pourrait permettre à la commune de raccorder ces intentions pour ce qui est de repenser le vivre ensemble.

#### Le prêt à usage
Principale modalité d’installation du village, le prêt à usage, neuf logements sont prévus sous cette modalité. Dans ce cas, la commune de Celles prête un logement à réhabiliter par le porteur de projet, pour une période renouvelable de 35 ans. Ce prêt est limité par une durée d'usage en fonction de l’activité de la personne, une fois l’usage à son terme, le logement revient donc à la municipalité qui le prête à son prochain usager. À son départ l’usager récupère une valeur d’usage qui se calcule en fonction de l'entretien du logement sa surface et sa vétusté, le prochain usager paiera alors une valeur d’usage à son entrée dans le logement. Aujourd’hui trois porteurs de projets sont en contrat de prêt à usage.

## Économie

### Emploi
|                | 2008   | 2013   | 2018 |
| -------------- | ------ | ------ | ---- |
| Commune        | 0 %    | 8,7 %  | 20 % |
| Département    | 10,1 % | 11,9 % | 12 % |
| France entière | 8,3 %  | 10 %   | 10 % |

En 2018, la population âgée de 15 à 64 ans s'élève à 22 personnes, parmi lesquelles on compte 70 % d'actifs (50 % ayant un emploi et 20 % de chômeurs) et 30 % d'inactifs,. En  2018, le taux de chômage communal (au sens du recensement) des 15-64 ans est supérieur à celui du département et de la France, alors qu'en 2008 la situation était inverse.
La commune est hors attraction des villes,. Elle compte 12 emplois en 2018, contre 10 en 2013 et 9 en 2008. Le nombre d'actifs ayant un emploi résidant dans la commune est de 11, soit un indicateur de concentration d'emploi de 106,1 % et un taux d'activité parmi les 15 ans ou plus de 63,6 %.
Sur ces 11 actifs de 15 ans ou plus ayant un emploi, 8 travaillent dans la commune, soit 70 % des habitants. Pour se rendre au travail, 60 % des habitants utilisent un véhicule personnel ou de fonction à quatre roues, 30 % s'y rendent en deux-roues, à vélo ou à pied et 10 % n'ont pas besoin de transport (travail au domicile).

### Activités

#### Secteurs d'activités
11 établissements sont implantés  à Celles au 31 décembre 2019.
Le secteur du commerce de gros et de détail, des transports, de l'hébergement et de la restauration est prépondérant sur la commune puisqu'il représente 27,3 % du nombre total d'établissements de la commune (3 sur les 11 entreprises implantées  à Celles), contre 28 % au niveau départemental.

#### Entreprises et commerces
Une des principales intentions politique du projet de réhabilitation du village de Celles, est de construire une vie de village à l’année, via une politique économique qui se diffère d’une activité centrée sur le tourisme malgré son terrain propice à l’attractivité sur les rives du Salagou. La commune de Celles a donc imaginée une formule représentative de ses intentions en matière économique, la formule indiquant que sur le village un habitat égale une activité économique.
Ce principe recouvre plusieurs objectifs :
- Tout d’abord diversifier l’économie, aujourd'hui saisonnière car centrée sur le tourisme (deux campings, base nautique, restauration). À cet instar pour la sélection des porteurs de projets, tout projet à des fins commerciales n’est pas retenu.
- Éviter une fonction exclusivement résidentielle sur le village

La revitalisation de Celles se veut économique par la construction d’un village qui soit source d’emplois et de richesses qu'elles soient économiques comme culturelles par leur diversité. Cette économie locale permettrait alors d’inscrire le projet de Celles dans une utilité globale dans une idée de relocalisation économique.
Aucune exploitation agricole ayant son siège dans la commune n'est recensée lors du recensement agricole de 2020 (trois en 1988),.

## Politique et administration
| Période | Période  | Identité                | Étiquette | Qualité     |
| ------- | -------- | ----------------------- | --------- | ----------- |
| 1945    | 1971     | Marcel Goudal           |           |             |
| 1971    | 1995     | Henri Goudal            |           |             |
| 1995    | En cours | Joëlle Goudal-Brandalac | SE        | Commerçante |

Composé de sept membres, le conseil municipal de Celles est le seul de France à être exclusivement composé de femmes après les élections municipales de 2014.
Aux élections départementales de mars 2015, la commune de Celles, avec ses 27 électeurs inscrits, s'est singularisée en accordant au second tour un score de 100% au binôme Bousquet-Rigaud : les 17 suffrages exprimés de la commune se sont tous portés sur les candidats du parti socialiste.

## Population et société

### Démographie
L'évolution du nombre d'habitants est connue à travers les recensements de la population effectués dans la commune depuis 1793. Pour les communes de moins de 10 000 habitants, une enquête de recensement portant sur toute la population est réalisée tous les cinq ans, les populations de référence des années intermédiaires étant quant à elles estimées par interpolation ou extrapolation. Pour la commune, le premier recensement exhaustif entrant dans le cadre du nouveau dispositif a été réalisé en 2004.

En 2022, la commune comptait 25 habitants, en évolution de −28,57 % par rapport à 2016 (Hérault : +7,49 %, France hors Mayotte : +2,11 %).
| 1793 | 1800 | 1806 | 1821 | 1831 | 1836 | 1841 | 1846 | 1851 |
| ---- | ---- | ---- | ---- | ---- | ---- | ---- | ---- | ---- |
| 116  | 92   | 116  | 100  | 104  | 107  | 115  | 120  | 106  |

| 1856 | 1861 | 1866 | 1872 | 1876 | 1881 | 1886 | 1891 | 1896 |
| ---- | ---- | ---- | ---- | ---- | ---- | ---- | ---- | ---- |
| 114  | 112  | 111  | 103  | 88   | 95   | 101  | 97   | 85   |

| 1901 | 1906 | 1911 | 1921 | 1926 | 1931 | 1936 | 1946 | 1954 |
| ---- | ---- | ---- | ---- | ---- | ---- | ---- | ---- | ---- |
| 83   | 85   | 102  | 69   | 77   | 71   | 64   | 63   | 63   |

| 1962 | 1968 | 1975 | 1982 | 1990 | 1999 | 2004 | 2006 | 2009 |
| ---- | ---- | ---- | ---- | ---- | ---- | ---- | ---- | ---- |
| 50   | 29   | 5    | 10   | 14   | 20   | 25   | 28   | 22   |

| 2014 | 2019 | 2022 | - | - | - | - | - | - |
| ---- | ---- | ---- | - | - | - | - | - | - |
| 35   | 27   | 25   | - | - | - | - | - | - |

## Culture locale et patrimoine

### Lieux et monuments

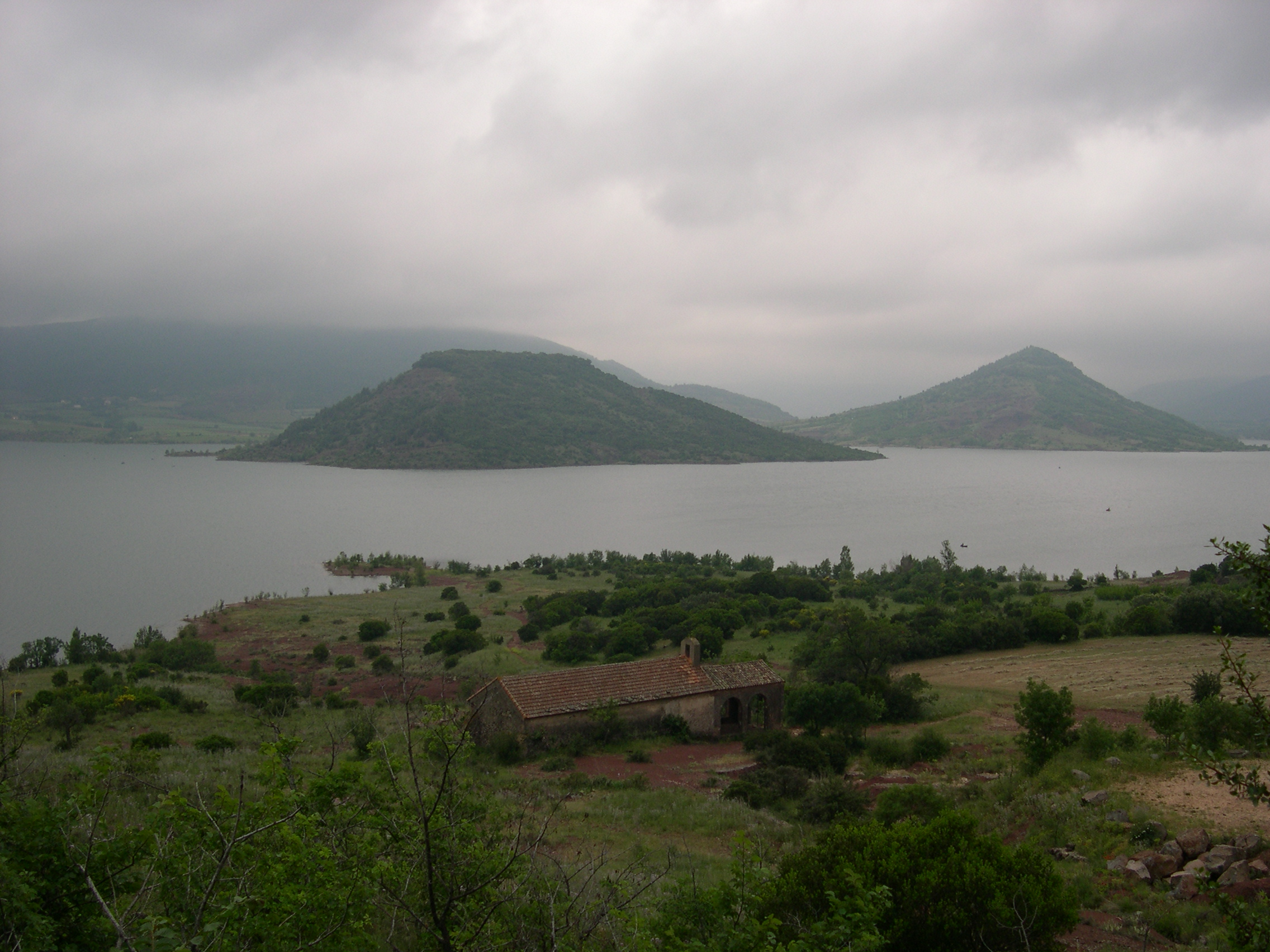
Celles, Notre-Dame-de(s)-Clans.

- Le lac du Salagou, lieu de pêche ou de promenade.
- Le hameau de Celles, inhabité et interdit aux visiteurs.
- La chapelle Notre-Dame-des-Clans des Vailhès, près du hameau des Vailhés.
- Église de la Nativité-de-Notre-Dame de Celles.

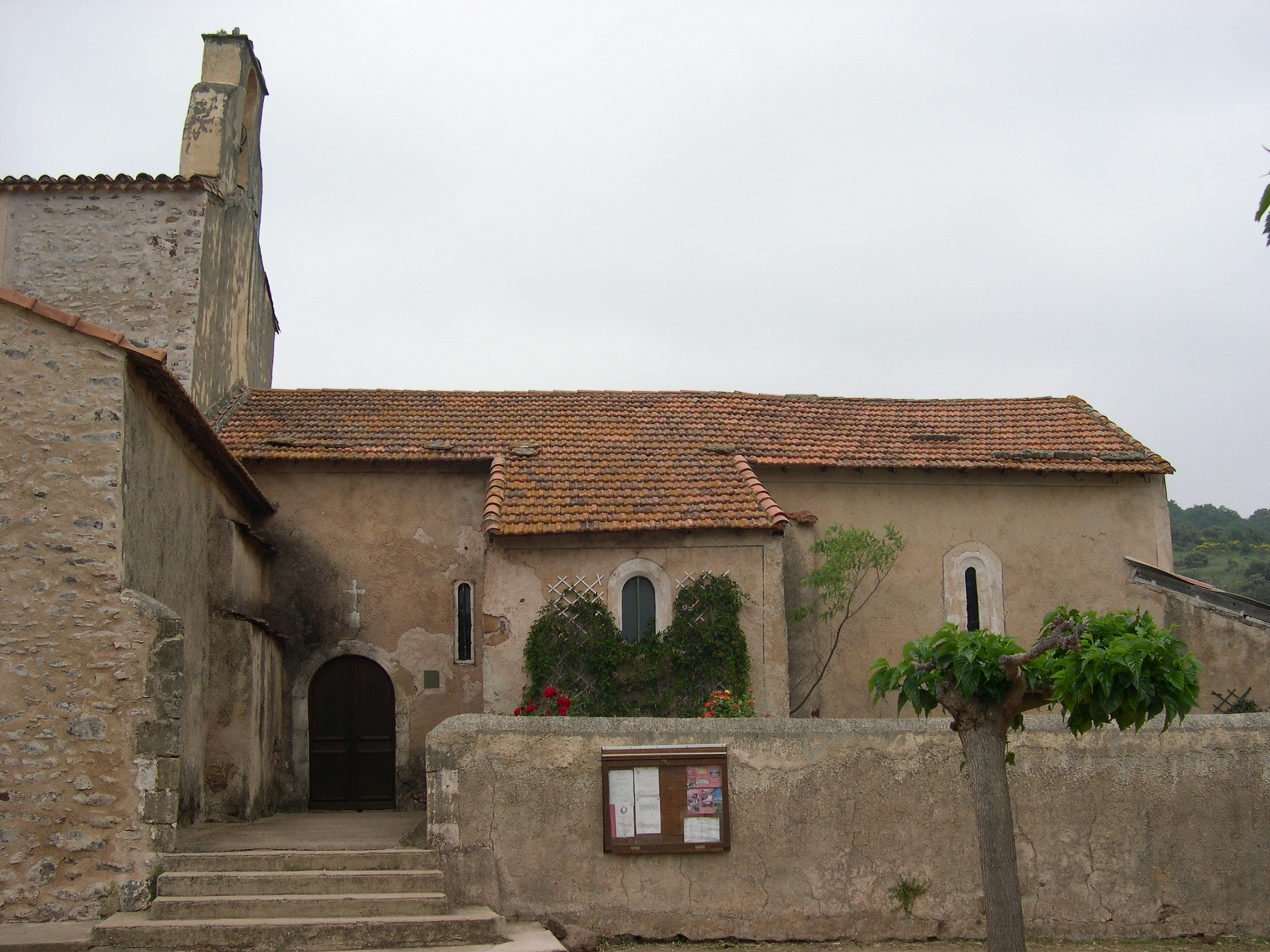
L'église de la Nativité-de-Notre-Dame de Celles.
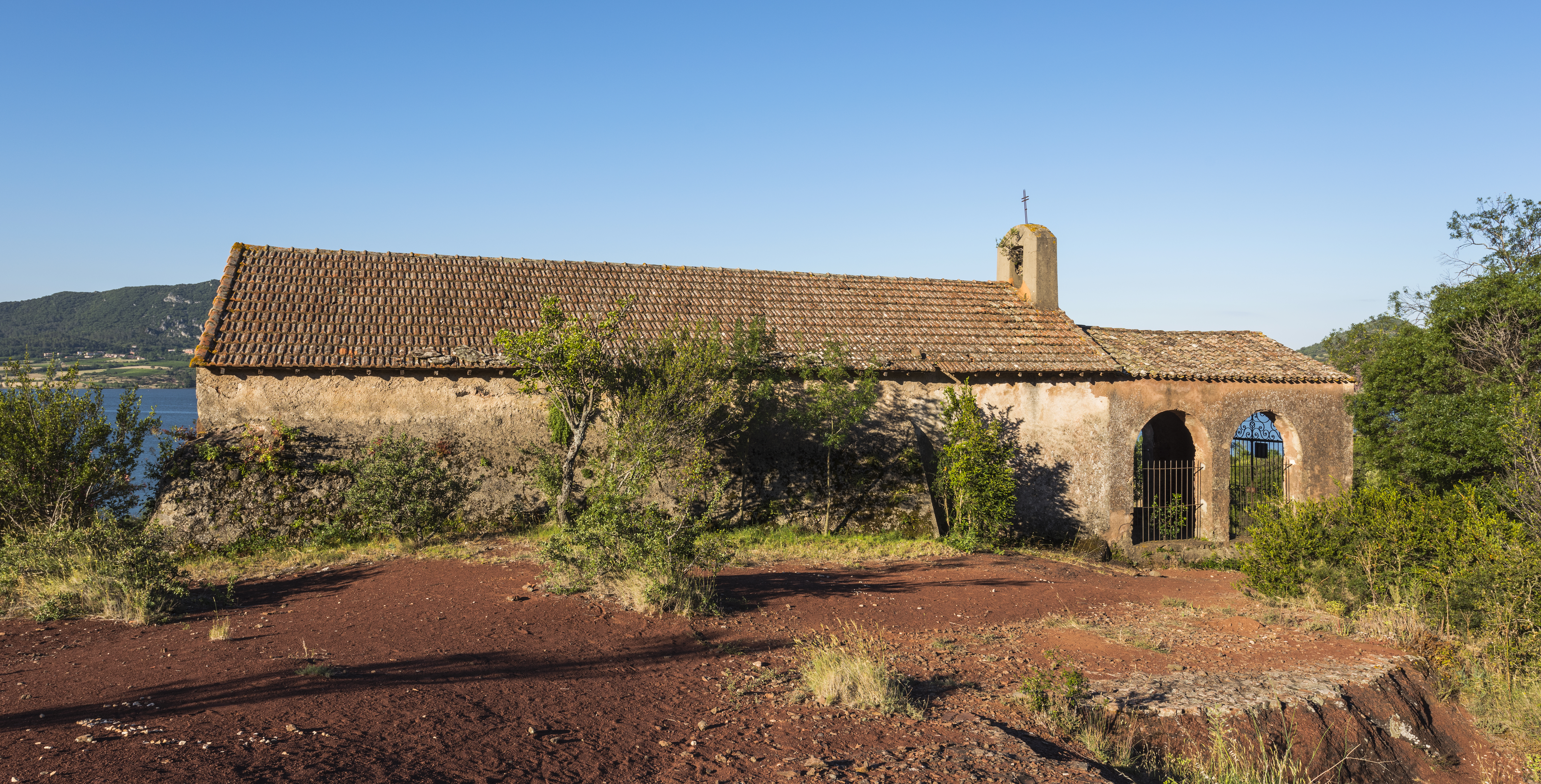
La chapelle Notre-Dame des Clans des Vailhès.

### Personnalités liées à la commune
- Dom Bédos de Celles, facteur d’orgues de l’Ancien Régime ayant publié L'Art du facteur d'orgues.

### Fonds d'archives
- Fonds : Archives communales de Celles (1529-1782) [0,10 ml].  Cote : 72 EDT. Montpellier : Archives départementales de l'Hérault (présentation en ligne).